# 赵元僖
赵元僖（966年—992年12月6日），宋太宗次子。以现有史料无法确定他的生母。

## 生平
本名赵德明。太平兴国七年（982年）七月，赵德明出阁，被授检校太保、同平章事，封广平郡王。次年十月，改名赵元佑，进封为陈王。太宗认为诸皇子年幼，下诏命宰相排班在诸王之上，让皇子们明白谦损之道。
宋太宗聘陆万友次女为赵元佑夫人，后又安排赵元佑娶隰州团练使李谦溥的女儿（一作其弟李谦升女）为妻，并对宰相们说：“朕曾对诸子们说，如今的妻子都出自将相大臣之家，六礼具备，能不自重吗？”
雍熙二年（985年）七月，李王妃去世。宋太宗下诏辍视朝一日。
同年重阳节，太宗长子楚王赵元佐因病新愈没有参加太宗与诸王在苑中的宴席和射箭，晚上赵元佑等去看他，他说：“汝等与至尊宴射，而我不参加，是为君父所弃！”当夜就纵火焚宫。太宗治其罪，赵元佑以下和宰相近臣都号哭要救他，太宗哭道：“朕每读书，见前代帝王子孙不率教者，未尝不扼腕愤恨。岂知我家至有此事！”遂下诏废赵元佐为庶人。
三年（986年）七月，赵元佑被改名赵元僖，十月（《东都事略》作二年事）担任开封府尹、兼侍中。太宗因契丹犯边，将大举进攻，遣使去河北诸州招募乡民为兵。四年（987年）四月，赵元僖上疏：“精择锐旅，分戍边城，来则御之，去则勿逐。有备无患，古之道也。所集乡兵，虽众何用？况河南人户，非能便习武艺，不可尽置戎行。河北缘边诸州，颇有闲习驰射者，或可选置军中，令本处守押城池，而河南诸州一切停罢。”宰相赵普也这么说。太宗认为他们说得对。后赵普被朋党所嫉恨，被罢为山南东道节度使。十二月，赵普入觐，赵元僖上疏将赵普比作魏征、房玄龄、杜如晦、姚崇、魏知古，希望太宗复用为宰相，太宗嘉奖采纳。
端拱元年（988年）二月进封为许王，加中书令。太宗手诏讲述自己年轻时的经历，并戒赵元僖等：“汝等生长深宫，须克己励精，听卑纳谏。每著一衣，则闵蚕妇，每餐一食，则念耕夫。至于听断之间，慎勿恣其喜怒。朕每礼接群臣以求启沃，汝等当勿鄙人短，勿恃己长，乃可永守富贵而保令终。先贤有言曰：‘逆吾者是吾师，顺吾者是吾贼。’此不可以不察也！”先前佣书人翟马周诬告原宰相李昉致其罢相，赵普很嫉恨他。三月，赵元僖派亲吏仪赞察得此事上奏，翟马周被下狱伏罪，受杖刑流放海岛，其同党枢密副使赵昌言、盐铁副使陈象舆、度支副使董俨、知制诰胡旦、右正言梁颢都被贬。闰五月，因被御史中丞劾奏，赵元僖心里不平，对太宗诉说：“臣是天子儿，因冒犯中丞被问讯，愿赐宽宥。”太宗说：“这是朝廷仪制，谁敢违之！朕若有过，臣下尚且加以纠摘；汝是开封府尹，可以不奉法吗？”依法处罚了他。
吕端、知陕州张去华、殿中侍御史陈载等名臣都成为赵元僖僚佐，张去华被任为开封府判官，陈载为推官，并赐金紫，赐钱百万。赵元僖礼遇优隆胜过诸王，又是太宗最爱的儿子，眼看要被立为皇太子。赵元僖性格沉默寡言，在五年的开封府尹任期内，在行政方面没有什么过失。但淳化二年（991年）九月度支判官冯拯与左正言尹黄裳、右正言王世则、右拾遗洪湛、左正言宋沆伏阁请立赵元僖为皇太子时，却因洪湛等言辞狂率激怒太宗，都被贬到岭外为知州。太宗因此对近臣说：“储副是邦国之本，朕岂不知，但近世浅薄，若立太子，则东宫僚属都要称臣，官职与上台无异，人情深为不安。此事朕自有分寸。”宋沆是宰相吕蒙正妻族，吕蒙正又是提拔宋沆者，遂因此事牵连被罢相。
赵元僖性格仁孝，姿貌雄毅，寡言，不喜欢后来续娶的王妃田氏，却魅惑于侍妾张梳头，想废了田氏立张梳头为夫人。淳化三年（992年）十一月，赵元僖一早入朝坐在殿中，觉得身体不适，就回府了。太宗亲临试探，已病重，太宗喊他，他还能回应，但很快病逝。一说张梳头想下毒毒死田氏，结果赵元僖夫妇换盏导致赵元僖喝下毒酒，站在屏风后的张梳头只得撅耳顿足，赵元僖喝完酒趋步上朝到殿中就昏迷无知觉，被扶上马到东华门外就落马仆地，被扶回去就死了。
赵元僖死后，宋太宗一度很悲痛得哭泣到天明，还写了《思亡子诗》给近臣看，废朝五日，追赠为皇太子，谥号恭孝。有司请求原定十天后的南郊祭祀照常举行，太宗下诏下尚书省议论，在召集公卿商议后听从吏部尚书宋琪等奏议，将祭祀改到次年正月，并命内侍皇城使王继恩及御史武元颖调查赵元僖突然死亡之事，但在赵元僖死于误食、张梳头任意捶打仆人和小妾甚至致死而赵元僖不知、于都城西佛寺招魂葬其父母逾制之类的劣迹被人揭发后，宋太宗大怒，在11月25日取消追册赵元僖为太子的仪式，只将其按一品官的礼仪薄葬。张氏被绞死，其父母坟墓被烧毁，与其同谋下毒者脔割钉在东华门外，亲属都被流放到边远地区。太宗又要追究严惩赵元僖的属官，左谏议大夫魏羽认为西汉太子刘据起兵作乱，仅被当时人认为当处笞刑，赵元僖的罪责不如刘据。太宗采纳，轻判了赵元僖的属官，贬开封府判官、右谏议大夫吕端为卫尉少卿，推官、职方员外郎陈载为殿中侍御史，许王府谘议、工部郎中赵令图、侍讲、库部员外郎阎象免职，赵元僖左右亲吏都下狱，由王继恩验问后处以杖责、停职、免职，已不是赵元僖僚佐的张去华不久也因其他事被贬。后吕端在考课院自称对赵元僖辅佐无状，感激太宗宽容，被太宗复职。
张唐英《寇准传》载太宗对郓州通判寇准称东宫太子赵元僖所为不法，他日必有桀、纣之行，欲废之，怕东宫中自有兵甲，害怕召乱。寇准献计，令赵元僖摄行礼，令其左右侍卫皆相从，再搜宫，果然搜得淫刑之器，有剜目、挑筋、摘舌等物，等赵元僖回宫示之，赵元僖伏罪，于是被废，赵元侃被立为太子，太宗也从此更器重寇准。但寇准淳化三年已为枢密副使，赵元僖失父宠在死后，生前未尝建东宫，所谓淫刑事也是先前雍熙二年九月赵元佐之事，故此史料不被采信。
至道三年（997年）正月，宋太祖宋皇后下葬，赵元僖和夫人李氏陪葬。同年，赵元僖的弟弟宋真宗继位后，也下诏天下恢复了哥哥的太子谥号。乾兴元年（1022年）四月，改谥号为昭成太子。
大中祥符五年（1012年）六月，赵元僖遗孀韩国夫人田氏为兄閤门祗候田承说求知州军，未果。天禧四年（1020年），田氏去世。

## 子孙
赵元僖二子都未及命名就早夭，故沒有子嗣。景佑二年（1035年）十月宋仁宗下诏为赵元僖等立后，把赵元僖的兄长赵元佐的儿子赵允成之子赵宗保（《东都事略》作赵宗达）过继给赵元僖为嗣孙。趙宗保在庆历四年（1044年）七月作为太子孙由右千牛卫大将军封为建安郡王，后封新平郡王，谥恭靖。
赵元僖一女永乐县主（？—1003年8月30日）。
仁宗生母李宸妃有一养女被仁宗命为赵元僖女，封为乐安郡主，嫁张承衍。
宋哲宗元祐元年（1086年）十月，监察御史王岩叟说“宫中尝养二子”“一人名宗实，昭成太子之第二子”，疑误。仁宗晚年所养二子为赵宗实、赵宗保，赵宗实即宋英宗。
趙宗保一系：
- 子：趙仲恕，袭封，官至忠州团练使，赠安德军节度使，谥纯僖
- 孙：趙士盉，熙宁三年（1070年）燕国公（《东都事略》误作赵宗达被封为燕国公）[4]
- 曾孙：趙不愆，任忠训郎
- 玄孙：趙善元

## 延伸阅读
[在维基数据编辑]
 《宋史·卷245》，出自脱脱《宋史》